# Ampedus balteatus
Espèce
Statut de conservation UICN

 LC  : Préoccupation mineure
Ampedus balteatus est une espèce de taupins du genre Ampedus que l'on rencontre dans les forêts de pins de la Sibérie à l'Europe du Nord, jusqu'à la France et les Alpes en passant par le Caucase, les Carpathes et l'Europe centrale. Elle se rencontre aussi au pied des bouleaux et dans les landes de bruyères.
Cette espèce a été décrite par Carl von Linné dans son Systema naturae sous le nom d'Elater balteatus décrivant brièvement ses élytres comme elytris antice dimidiato-rubris (élytres faiblement rouges), puis comme elytris bicoloribus e fulvo & nigro (élytres bicolores de couleur fauve et noire).

## Taxonomie
Synonymes
- Elater balteatus Linnaeus, 1758
- Elater flavescens Fourcroy, 1785
- Elater histrio Gmelin, 1790

## Description
Cette espèce se présente avec un corps allongé et relativement plat d'environ 12 millimètres, rétréci vers l'arrière. Son tégument est recouvert d'une pilosité noire sur le dessus et brunâtre sous le corps. La tête prognathe est encastrée dans le prothorax avec de petits yeux de chaque côté. Le prothorax est mobile (doté d'un mucron permettant le saut, comme tous les élatéridés) et d'un noir profond, comme la capsule céphalique. La partie postérieure du pronotum se termine par deux pointes postérieures.
Les élytres épais et chitineux de couleur fauve et noire recouvrent le mésothorax.